# Sayed Abaza
Pour les articles homonymes, voir Abaza.
Sayed Fahmi Abaza (arabe : سيد فهمي أباظة) (né et mort à des dates inconnues) est un joueur de football international égyptien, qui évoluait au poste d'attaquant.

## Biographie

### Carrière en sélection
Avec l'équipe d'Égypte, il joue 8 matchs (pour aucun but inscrit) entre 1920 et 1924. 
Il figure notamment dans le groupe des sélectionnés lors des JO de 1920, de 1924 et de 1928.